# Bombă zip
În domeniul informaticii, o bombă zip, cunoscută și sub numele de bombă de decompresie sau zip of death (ZOD), este un fișier arhivat rău intenționat conceput pentru a bloca sau a face inutilizabil programul sau sistemul care îl citește. Acesta este adesea folosit pentru a dezactiva software-ul antivirus, pentru a crea o deschizătură pentru programe malware mai tradiționale.
O bombă zip permite unui program să funcționeze în mod normal, dar, în loc să deturneze funcționarea programului, creează o arhivă care necesită o cantitate excesivă de timp, spațiu pe disc sau memorie pentru a fi dezarhivată.
Majoritatea programelor antivirus moderne pot detecta dacă un fișier este o bombă zip pentru a evita dezarhivarea acestuia.

## Detalii și utilizare
O bombă zip este, de obicei, un fișier de mici dimensiuni pentru a fi ușor de transportat și pentru a evita suspiciunile. Cu toate acestea, atunci când fișierul este dezarhivat, conținutul său depășește ceea ce poate suporta sistemul.
Un exemplu de bombă zip este fișierul 42.zip, care este un fișier zip format din 42 de kilobiți de date comprimate, care conține cinci straturi de fișiere zip imbricate în seturi de 16, fiecare arhivă din stratul inferior conținând un fișier de 4,3 gigabiți (4294967295 bytes; 4 GiB - 1 B) pentru un total de 4.5 petabytes (4503599626321920 bytes; 4 PiB - 1 MiB) de date necomprimate. Această bombă zip este disponibilă gratuit pentru descărcare online. În multe scanere antivirus, sunt efectuate doar câteva straturi de recursivitate asupra arhivelor pentru a ajuta la prevenirea atacurilor care ar putea provoca o depășire a bufferului, o situație de pierdere a memoriei sau ar depăși o cantitate acceptabilă de timp de execuție a programului. Bombele Zip se bazează adesea pe repetarea unor fișiere identice pentru a obține ratele lor extreme de compresie. Metodele de programare dinamică pot fi utilizate pentru a limita parcurgerea unor astfel de fișiere, astfel încât doar un singur fișier să fie urmărit în mod recursiv la fiecare nivel, transformând efectiv creșterea lor exponențială în una liniară.
Există, de asemenea, fișiere zip care, atunci când sunt decomprimate, produc copii identice ale lor. O formă sofisticată de bombă zip exploatează specificațiile fișierelor zip și algoritmul de compresie Deflate⁠(d) pentru a crea bombe fără a utiliza straturi imbricate, așa cum se utilizează în 42.zip.